# Kemence (strumento musicale)
Il kemence o kemenche (e dall'etnia Yörük anche hegit) è un nome usato per identificare diversi tipi di strumenti musicali a corde di provenienza del Mediterraneo orientale, ed in particolare in Grecia, Turchia e le regioni in prossimità del Mar Nero e anche uno strumento musicale del periodo ottomano. 

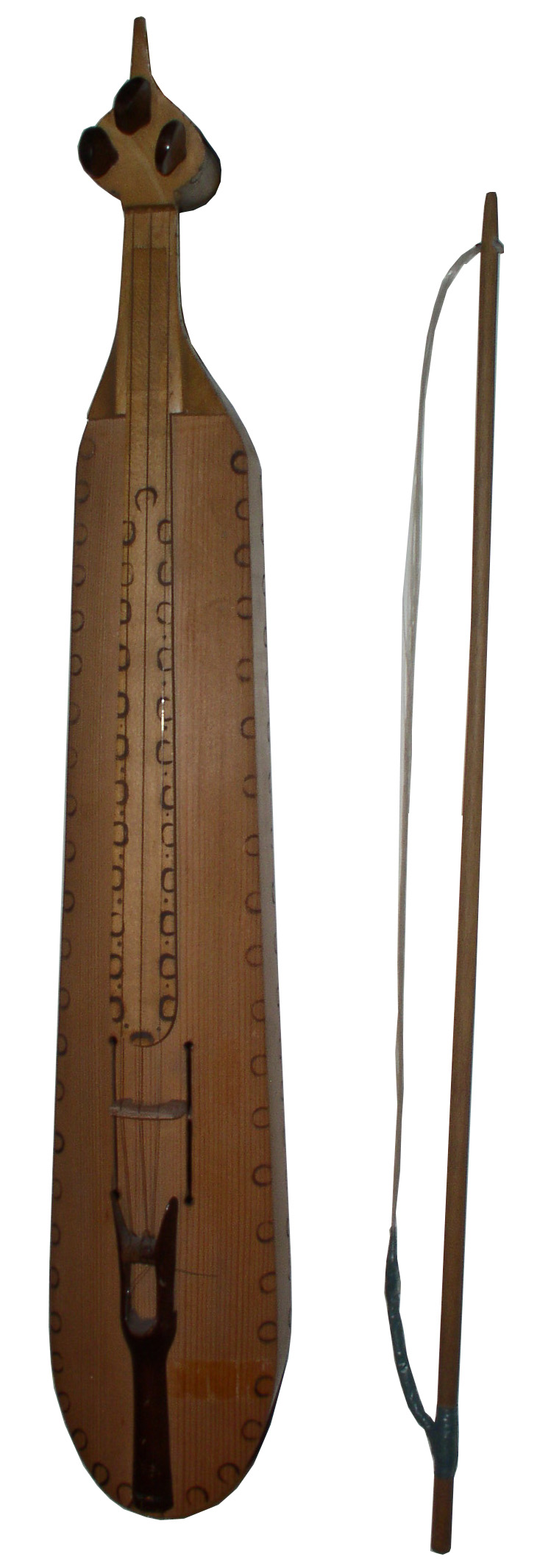
Kemençe del Mar Nero con arco

Questi strumenti sono considerati strumenti di musica tradizionale (anche detta popolare o folk), ha 3 corde ed è suonato tenendolo in posizione verticale con la base poggiata sul ginocchio del musicista.
Il nome Kemençe deriva dal persiano Kamancheh e significa piccolo arco.